# Doppelbesteuerungsabkommen zwischen der Bundesrepublik Deutschland und der Volksrepublik China
Das aktuelle Doppelbesteuerungsabkommen (DBA) zwischen der Bundesrepublik Deutschland und der Volksrepublik China zur Vermeidung der Doppelbesteuerung wurde am 28. März 2014  unterzeichnet. Es ist am 6. April 2014 in Kraft getreten.
Mit dem neuen DBA gab es wichtige Änderungen bezüglich der ansässigen Personen, der Betriebstätte, dem Quellensteuersatz für Dividenden und der Vermeidung der Doppelbesteuerung.

## Doppelbesteuerungsabkommen von 1985
Das alte DBA ist anlässlich des Besuchs des chinesischen Ministerpräsidenten Zhao Ziyang in der Bundesrepublik Deutschland am 10. Juni 1985 von dem chinesischen Vizeministerpräsidenten Tian Ji Yun sowie Bundesaußenminister Hans-Dietrich Genscher und Bundesfinanzminister Dr. Gerhard Stoltenberg in Bonn unterzeichnet und trat am 14. Mai 1986 als viertes deutsch-ostasiatisches Abkommen seiner Art in Kraft. Das alte DBA war nicht mehr adäquat für China, das in den Jahren von 1985 bis 2014 eine enorme Wirtschaftliche Entwicklung durchgemacht hat. Beispielsweise war die Besteuerung von entsandten Mitarbeitern zu einer hochkomplexen Angelegenheit geworden. Dies ist vor allem deshalb zum Problem geworden, weil sich die Zahl der entsandten Mitarbeitern auf beiden Seiten drastisch erhöht hat.